# Řád za zásluhy Hvězda Carabobo
Řád za zásluhy Hvězda Carabobo (španělsky: Orden al Mérito Estrella de Carabobo) je venezuelské vojenské vyznamenání založené roku 1985.

## Historie a pravidla udílení
Řád byl založen dne 12. června 1985. Pojmenován byl na počest bitvy u Caraboba, ke které došlo 24. června 1821. V této bitvě utrpěla španělská armáda rozhodující porážku a výsledek bitvy vedl k zisku nezávislosti Venezuely. Řád byl založen za účelem odměňování příslušníků venezuelské armády za jejich vynikající službu. Může být udělen i příslušníkům jiných složek Ozbrojených sil Venezuely i civilistům. Udílen je v jediné třídě ministrem obrany Venezuely na doporučení Rady řádu.

## Insignie
Řádový odznak má podobu železné hvězdy s pravidelně sestavenými 32 různě dlouhými cípy. Střed hvězdy tvoří kružnici o průměru 15 mm. Uprostřed kružnice je znak armády Venezuely. Hvězda je položena na čtyřech soustředných prstencích. Na zadní straně je uprostřed odznaku nápis ESTRELLA DE CARABOBO. Průměr odznaku je 56 mm.
Stuha z hedvábného moaré je široká 32 mm sestává ze tří stejně širokých pruhů v barvě tmavě modré, červené a tmavě modré. Délka stuhy je 45 mm.